# Louis Bernheim
Pour les articles homonymes, voir Bernheim.
Louis Bernheim, né le 1er septembre 1861 à Saint-Josse-ten-Noode et mort le  13 février 1931 dans le 16e arrondissement de Paris, est un héros de la Première Guerre mondiale qui s'est illustré sur le Front de l'Yser et lors de la contre-offensive de 1918.

## Biographie
Louis Isaac Henri Bernheim est le fils de Moïse Bernheim, négociant originaire de Nancy, et de Heyvath Caën. Le 27 octobre 1884, il épouse Rosine Aron à Nancy.
Le 2 avril 1878, il est admis à seize ans à l'École royale militaire. Il en sort deux ans plus tard sous-lieutenant affecté au régiment des grenadiers. Il suit les cours de l'École de guerre dont il sort breveté d'état-major en 1888. Il est ensuite affecté (il n'avait pas trente ans) à l'École royale militaire de Bruxelles pour y enseigner l'art, l'histoire et la géographie militaires. En 1901, il souhaite reprendre un commandement et est nommé adjudant-major. En 1904, il est promu major au 6e régiment de Ligne. En 1911, il est lieutenant-colonel et, en juin 1913, il est mis à la tête du 7e régiment de Ligne.

## Première Guerre mondiale
Lorsque la guerre éclate en août 1914, il est colonel au 7e régiment de Ligne. Durant cette année, il s'illustre lors de la première sortie à Haecht au cours du siège d'Anvers. Le 7 septembre 1914, il est promu chef de la 3e brigade mixte et participe à la deuxième sortie d'Anvers. Sur le front de l'Yser, sa brigade défend le secteur de Ramskapelle et de Pervyse. Le 21 novembre 1914, il est nommé général-major.
Le 5 janvier 1915, il est nommé à la tête de la 1ère division d'armée, commandement qu'il exerce tout au long de la Première Guerre mondiale. Sa division participe aux sanglants combats de Steenstrate en avril et mai 1915 et, lors de la première attaque allemande aux gaz, prend la relève de la 6e division d'armée à la fin du mois de juin.
Faisant preuve d'un rare courage sur la ligne de front, il est grièvement blessé au dos par un shrapnel le 7 septembre 1915 lors d'une tournée d'inspection des tranchées. Après seulement deux mois de convalescence, il remonte au front. Le 20 mars 1916, il est promu lieutenant-général, grade le plus élevé dans la hiérarchie militaire belge. En 1917, il tente d'agir contre l'émergence du Frontisme (Frontbeweging), un mouvement flamand qui s'agite contre ce qu'ils perçoivent comme de la discrimination anti-flamande dans l'armée belge. À cette occasion, Bernheim est personnellement mis en cause par les intellectuels flamands pour son application stricte des règlements.

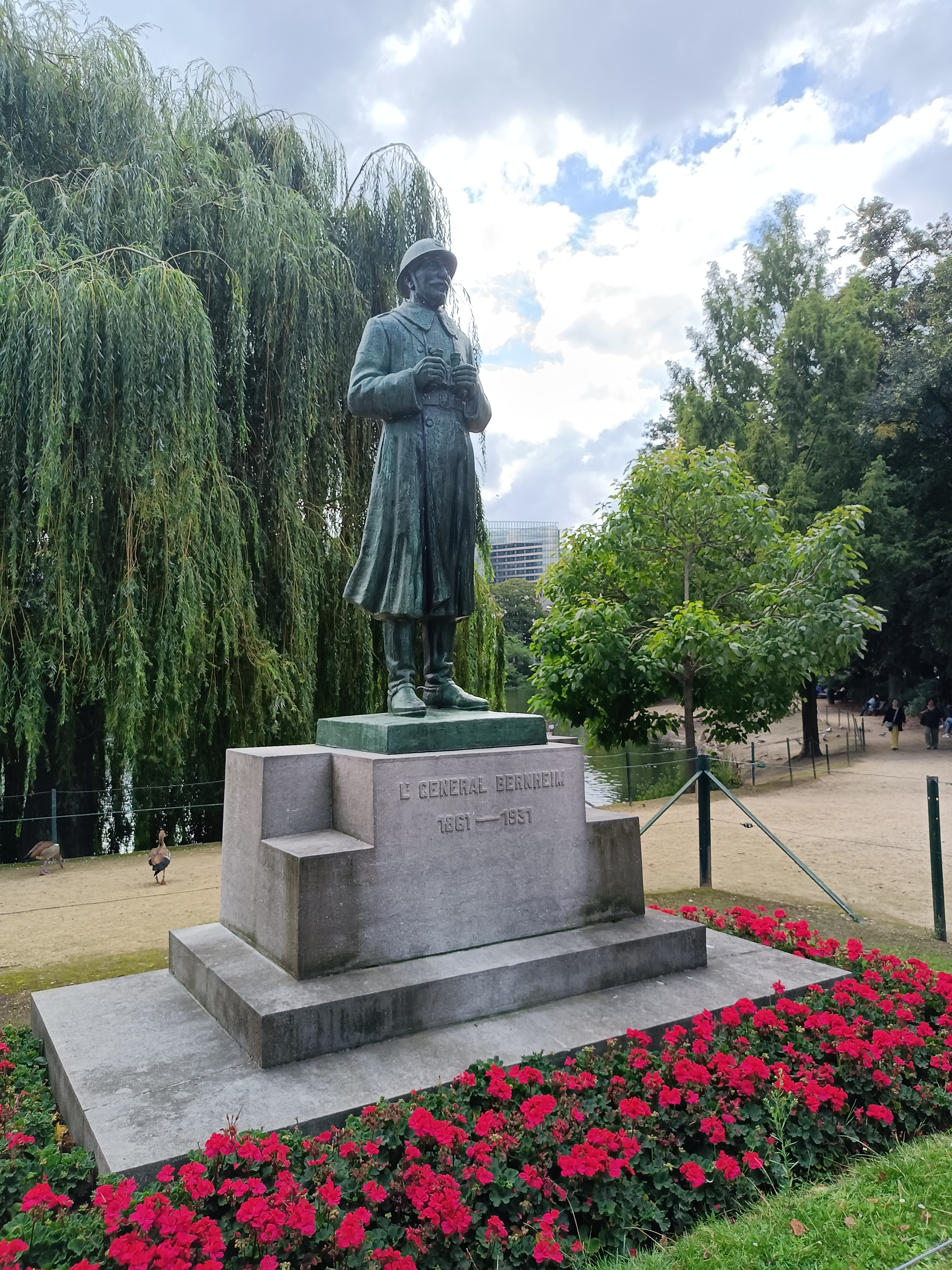
Statue du général Bernheim au Square Marie-Louise à Bruxelles (œuvre d'Edmond de Valériola).

Lors de l'offensive libératrice à l'automne 1918, il commande le groupe nord de l'offensive qui comprend  trois divisions (1ère, 7e et 10e division d'armée). Ce sont ses troupes qui enlèvent la crête de Klerken et la forêt d'Houthulst. Dans la deuxième phase de l'offensive, son groupement enlève Maldegem après une avance foudroyante et s'apprêtait à franchir l'Escaut à la date de l'Armistice.

## Entre-deux-guerres
À l'issue de la guerre, on le retrouve inspecteur général de l'infanterie. En 1923, il est mis à la disposition du ministère de la Défense nationale et prend sa retraite en 1926.

## Ses obsèques
Louis Bernheim souhaitait être incinéré, la législation belge ne le prévoyant pas, il demanda à être incinéré en France. Il reçoit toutefois des funérailles nationales à Bruxelles. Lors de ses funérailles, étaient présents le roi Albert Ier, son fils, Léopold III, les ministres belges, et de nombreux dignitaires. L'oraison funèbre fut prononcée par le comte Charles de Broqueville alors ministre de la guerre. Il dira : « Son service à la nation et ses hautes capacités survivront pour l'éternité » .
Il est inhumé au Cimetière de Bruxelles à Evere.

## Détails personnels
Libre-pensée, il était membre de la loge du Grand Orient de Belgique[réf. nécessaire].

## Hommages et distinctions
Il a reçu les hommages suivants :
- Une avenue porte son nom à Etterbeek;
- Une statue en bronze due au sculpteur Edmond de Valériola le représente à l'entrée du square Marie-Louise à Bruxelles[7].

Il a reçu les distinctions suivantes :
- Grand cordon de l'ordre de Léopold en 1919 (Belgique)[8];
- Grand officier de l'ordre de la Couronne (Belgique) ;
- Croix de guerre 14-18 (Belgique) ;
- Croix militaire de 1ère classe (Belgique) ;
- Médaille de l'Yser (Belgique) ;
- Médaille commémorative 14-18 (Belgique) ;
- Commandeur de la Légion d'honneur (France)[9];
- Croix de guerre 1914–1918 (France) ;
- Croix de guerre grecque, italienne, serbe et polonaise ;
- Grand officier de l'ordre de Saint-Michel et Saint-Georges (Royaume-Uni) ;
- Commandeur de l'ordre du Bain (Royaume-Uni)[10];
- Commandeur de l'ordre des Saints-Maurice-et-Lazare (Italie) ;
- Grand cordon de l'ordre de Saint-Olaf de Norvège ;
- Army Distinguished Service Medal (États-Unis). « for exceptionally meritorious and distinguished service in a position of great responsibility to the Government of the United States, during World War I. In Command of the 1st Belgian Army Division, General Bernheim achieved most valuable results by his brilliant leadership. He prosecuted the operations against the enemy with judgment and vigor and his service was marked by signal success ». Louis Bernheim avait en effet coutume de commander en première ligne et non depuis l'arrière[11];
- Grand cordon de l'ordre de Saint-Anne de Russie.